# ホフスタッターの法則
ホフスタッターの法則（ホフスタッターのほうそく、英語: Hofstadter's law）とは、ダグラス・ホフスタッターが1979年の著書『ゲーデル、エッシャー、バッハ』の中で提唱した自己言及的な格言であり、かなり複雑な作業を完了するためにかかる時間を正確に見積もることができないという、広く経験されている困難さを表現したものである。
Hofstadter's Law: It always takes longer than you expect, even when you take into account Hofstadter's Law.
ホフスタッターの法則: いつでも予測以上の時間がかかるものである — ホフスタッターの法則を計算に入れても。
この法則は、『人月の神話』や「エクストリーム・プログラミング」など、生産性を向上させるための技術の議論において、プログラマがしばしば引用する。

## 歴史
1979年、ホフスタッターは、チェスをプレイするコンピュータについての議論の中で、この法則を紹介した。当時、チェスをプレイするコンピュータは、再帰的分析の深さでは人間を上回っていたにもかかわらず、トップレベルの人間のプレイヤーとの対戦では負け続けていた。それまでの常識では、人間のプレイヤーの強さは、可能性のある全ての局面を最終的に追求するのではなく、特定の局面に集中する能力（ヒューリスティクス）にあるとされていた。ホフスタッターはこう書いている。
コンピュータチェスの黎明期には、コンピュータ（あるいはプログラム）が世界チャンピオンになるのは10年後だろうと予想されていた。しかし、10年経ってみると、コンピュータが世界チャンピオンになる日はまだ10年以上先のように思えてきた。（中略）これは将に、かなり再帰的なホフスタッターの法則の証拠の一つである。
初めてコンピュータが人間のチャンピオンを破ったのは、この18年後の1997年、チェスコンピュータ「ディープ・ブルー」がガルリ・カスパロフに勝利したときだった。